# スプーンフル
「スプーンフル」（Spoonful）は、アメリカ合衆国のブルース・ミュージシャン、ハウリン・ウルフが1960年に発表した楽曲。作詞・作曲はウィリー・ディクスンによる。チャーリー・パットンが1929年に録音した曲「A Spoonful Blues」を参考にして作られたが、パットンの曲も、パパ・チャーリー・ジャクスンが1925年に発表した曲「All I Want Is a Spoonful」から影響を受けている。

## ハウリン・ウルフの録音
当初はオーティス・ラッシュに提供する案もあったが、ラッシュのスタイルに合わないことから、最終的にウルフの持ち歌となった。音楽的には全編ともワン・コードで通されている。オリジナル・ヴァージョンのレコーディングでは、作者のディクスンがベースで参加したのに加えて、オーティス・スパン（ピアノ）、ヒューバート・サムリン（ギター）、フレディ・ロビンソン（ギター）、フレッド・ビロウ（ドラムス）が起用されたが、フレディ・キングもギターで参加したという説もある。ウルフのヴァージョンはシングルとしてリリースされたが、『ビルボード』の各種チャート入りを果たせなかった。
1968年にはウルフ、マディ・ウォーターズ、ボ・ディドリーのコラボレーション・アルバム『ザ・スーパー・スーパー・ブルース・バンド』で本作のリメイクが発表された。また、ウルフがレーベルからの要望で嫌々制作したアルバム『ハウリン・ウルフ・アルバム』（1969年）では、サイケデリック色の強いアレンジでリメイクされた。
2004年に選出された「ローリング・ストーンの選ぶオールタイム・グレイテスト・ソング500」では219位にランク・イン。

## カヴァー

### エタ・アンド・ハーヴィーによるカヴァー
エタ・ジェイムズとハーヴィー・フークワは、オリジナル・ヴァージョンの発表から間もなく、本作のカヴァーをチェス・レコードから発表し、1961年1月2日付のBillboard Hot 100で最高78位を記録した。

### クリームによるカヴァー
クリームは1966年のデビュー・アルバム『フレッシュ・クリーム』で本作をカヴァーした。アメリカ初回盤LPでは外されて代わりに2作目のシングルとして発表された「アイ・フィール・フリー」が収録され、1967年に本作をA面/B面に分割したシングルがアトコ・レコードから発売されている。
ライヴでも取り上げられ、アルバム『クリームの素晴らしき世界』（1968年）には約17分にも及ぶ演奏が収録された。2005年の再結成公演でもセットリスト入りし、ライヴ・アルバム『リユニオン・ライヴ2005』および映像作品『ライヴ・アット・ロイヤル・アルバート・ホール2005』にも収録された。
メンバーだったジャック・ブルースは1993年11月に生誕50周年を記念して開催したケルン公演で、同じくメンバーだったジンジャー・ベイカーとゲイリー・ムーアを迎えて本作を含むクリームの曲を演奏した。その模様はブルース名義のライヴ・アルバム『シティーズ・オブ・ザ・ハート〜ライヴ1993』および映像作品『ライヴ・イン・ジャーマニー1993』に収録された。
Ultimate Classic Rockの2014年の企画「クリームの曲トップ10」では、本作のスタジオ・ヴァージョンが9位にランク・インした。

### その他
- ブルース・プロジェクト（英語版） - ライヴ・アルバム『カフェ・オ・ゴー・ゴーのブルース・プロジェクト』（1966年）に収録[2]。
- テン・イヤーズ・アフター - アルバム『テン・イヤーズ・アフター・ファースト』（1967年）に収録[12]。
- ブルース・クリエイション - アルバム『ブルース・クリエイション』（1969年）に収録[13]。
- キャンド・ヒート - アルバム『Vintage』（1970年）に収録[2]。
- ココ・テイラー - アルバム『The Earthshaker』（1978年）に収録[14]。
- ヴィヴィアン・キャンベル - アルバム『ツー・サイズ・オブ・イフ』（2005年）に収録[15]。
- ロニー・ウッド - アルバム『アイ・フィール・ライク・プレイング』（2010年）に収録[16]。
- ジョー・ボナマッサ - ライヴ・アルバム『Muddy Wolf at Red Rocks』（2015年）に収録[2]。